# Хромирование

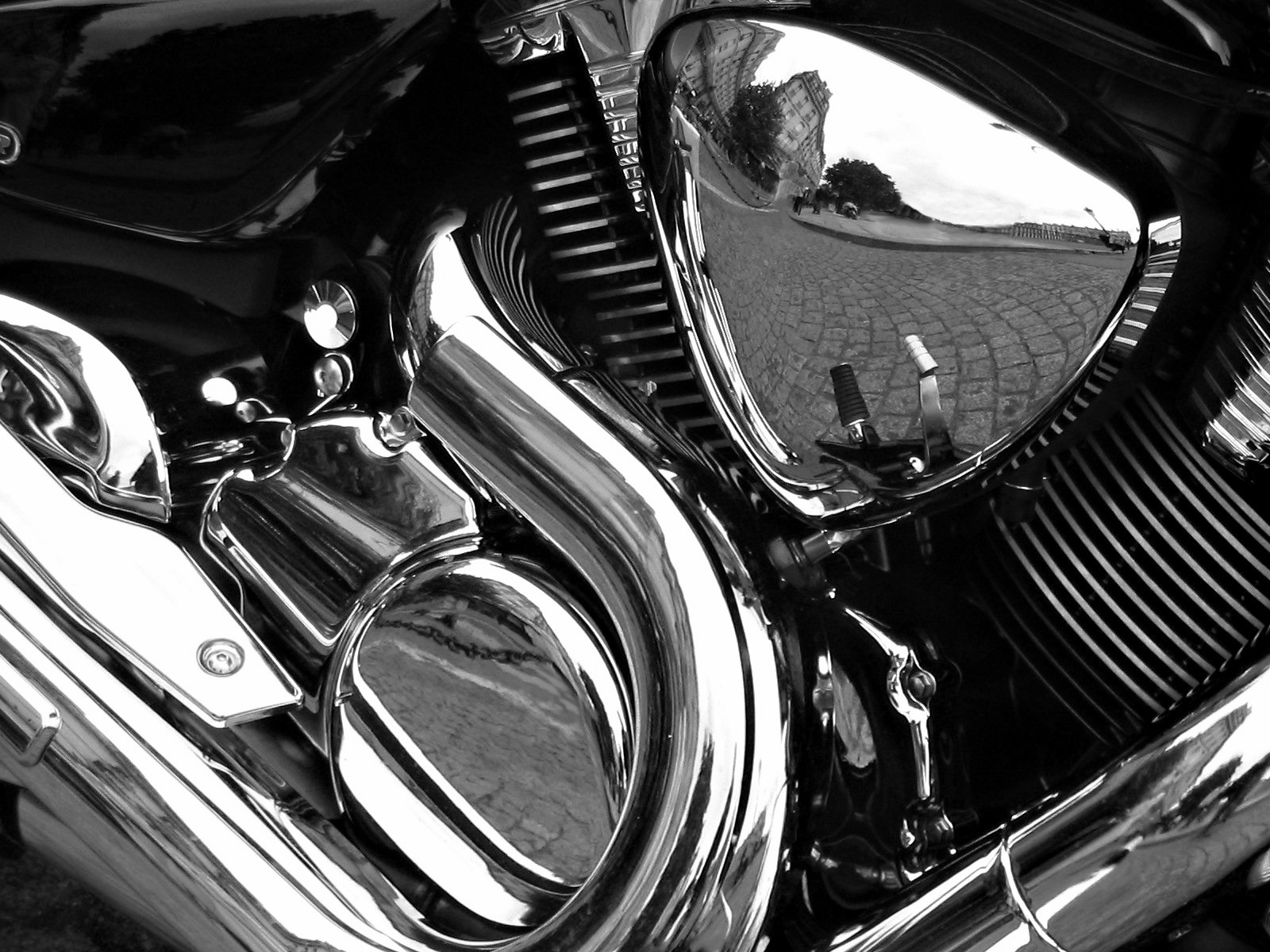
Декоративное хромирование мотоцикла

Хроми́рование — диффузионное насыщение поверхности стальных изделий хромом, либо процесс осаждения на поверхность детали слоя хрома из электролита под действием электрического тока. Слой хрома может наноситься для декоративных целей, для обеспечения защиты от коррозии или для увеличения твердости поверхности.

## Описание процесса

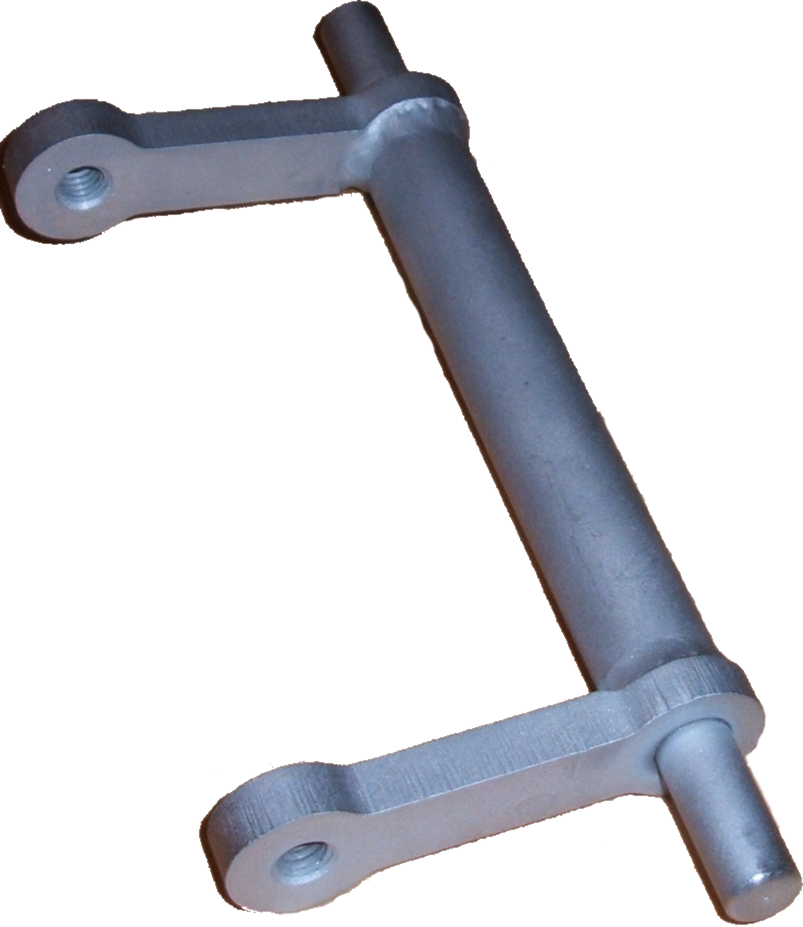
Твердое хромирование

Деталь, подвергаемая хромированию, как правило, проходит через следующие шаги:
- Очистка для удаления сильных загрязнений.
- Тонкая очистка, для удаления следов загрязнений.
- Предварительная подготовка (варьируется в зависимости от материала основы).
- Помещение в ванну с насыщенным раствором и выравнивание температуры.
- Подключение тока и выдержка до получения нужной толщины

Используемые при хромировании реагенты и отходы процесса чрезвычайно токсичны, в большинстве стран этот процесс находится под строгим регулированием.

## Промышленное применение

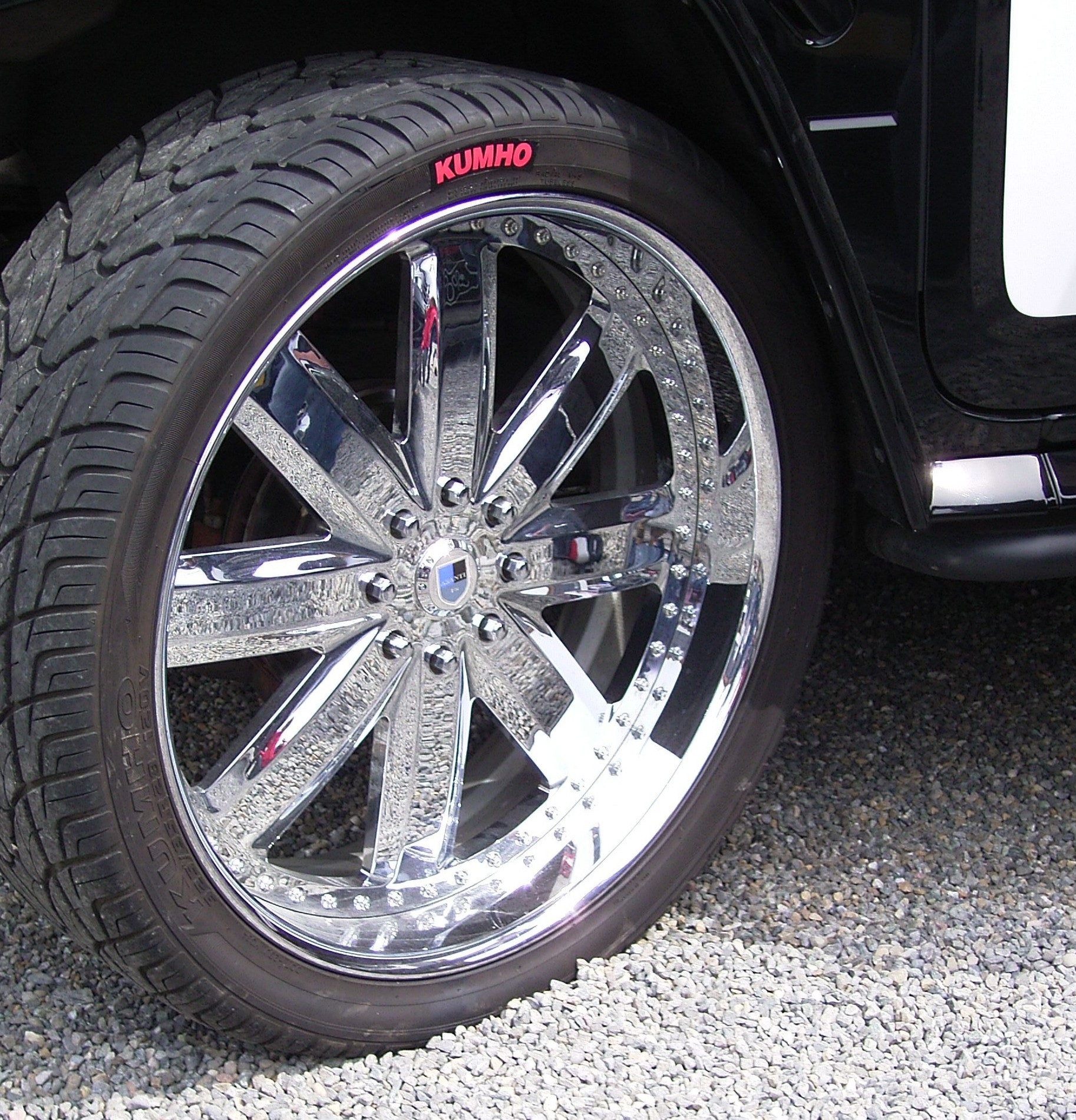
Хромированный колёсный диск

В промышленности хромирование используется для снижения трения, повышения износостойкости, повышения коррозионной стойкости.
Этот процесс обеспечивает повышенную устойчивость стали к газовой коррозии (окалиностойкость) при температуре до 800 °C, высокую коррозионную стойкость в таких средах, как вода, морская вода и азотная кислота. Хромирование сталей содержащих свыше 0,3—0,4 %С, повышает также твёрдость и износостойкость.
Твердость хрома составляет от 66 до 70 HRC. Толщина хромового покрытия обычно составляет от 0,075 до 0,25 мм, но встречаются и более толстые, и более тонкие слои. Поверхностные дефекты при хромировании усиливаются и поверхность подлежит последующей обработке, так как хромирование не дает эффекта выравнивания.
Хромирование деталей пар трения, работающих в жёстких условиях (поршневые кольца, зеркало цилиндра ДВС), как показала практика, требует создания покрытия с порами сравнительно крупного размера, способными удерживать масло. Без этого противоизносные и противозадирные свойства покрытия даже хуже, чем у нехромированной детали. Для расширения естественных канальцев на поверхности покрытия используется кратковременное электрохимическое травление обратным током (деталь-анод).
Хромирование используют для деталей паросилового оборудования, пароводяной арматуры, клапанов, вентилей патрубков, а также деталей, работающих на износ в агрессивных средах.
Чёрное хромовое покрытие, полученное в ванне специального состава (не путать с декоративной виниловой плёнкой), отличается большим светопоглощением в сочетании с гладкостью и используется там, где необходимо отсутствие бликов (оптические приборы, автомобильные детали в поле зрения водителя и т.п.)
В отдельных случаях хромирование применяется для ремонта деталей путём наращивания сопрягаемой поверхности в случае прослабленной посадки. В настоящее время может использоваться как "гаражная" или "холодная" альтернатива плазменному напылению металла, аналогичного материалу детали.

## Технология
Типичными являются следующие растворы для хромирования:
1. Шестивалентный хром, чей основной ингредиент — хромовый ангидрид.
2. Трехвалентный хром, чей основной ингредиент — Сульфат хрома или хлорид хрома.

Типичное содержание ванны с шестивалентным хромом:
- Хромовая кислота: 225—300 g/l
- Серная кислота: 2.25—3.0 g/l,
- Температура: 45 — 60 °C
- Плотность тока: 1.55—3.10 кА/кв.м. DC
- Аноды: свинец, содержащий до 7 % олова или сурьмы

Нарушение состава и температуры ванны легко приводит к разнообразным дефектам покрытия (пятна, матовость, отслаивание), разрушению свинцовой футеровки ванны. При превышении плотности тока на краях и углах деталей могут образовываться наросты-дендриты разнообразной формы — «сувениры из гальванического цеха».
Нанесение хрома на самопассивирующиеся металлы (алюминий, титан) затруднено и требует тщательной предварительной очистки травлением или производится по подслою другого металла (медь, никель). Может потребоваться подключение источника тока до помещения детали в ванну.
Хромирование стали по подслою улучшает антикоррозионные свойства покрытия, перекрывая естественные микропоры хрома; в то же время подслой никеля образует с хромом гальваническую пару и может корродировать сам по себе вплоть до отслаивания хрома. Для закрытия пор хрома может применяться насыщение поверхности плёнки лаками или маслами, в том числе при повышенной температуре или под вакуумом.
Полученный на деталях слой хрома, как правило, сравнительно хрупок, и для улучшения его свойств может применяться термообработка в виде длительной выдержки при температуре порядка 200°C.
Электролитическое хромирование пластмасс производится по предварительно напылённому или осаждённому слою другого металла, например, меди.

## Ограничения
После того, как шестивалентный хром в 1990-е был признан канцерогеном, в различных странах началась разработка методик его замены. Так, в США и Канаде начала работу Hard Chrome Alternаtive team, HCAT.
В 2003 году была принята и в 2006 году вступила в силу директива RoHS, которая существенно ограничила применение хромирования в Европе.
Результатом стала замена хромирования на другие способы обработки, например, высокоскоростное газопламенное напыление во многих применениях.